# تفجيرات بغداد 27 أيار 2013
بغداد 27 مايو 2013: سلسلة من الهجمات المنسقة في العاصمة بغداد، مما أسفر عن مقتل 71 شخصا وإصابة أكثر من 200 آخرين. ووقعت اغلب التفجيرات في مناطق التسوق المزدحمة. حيث انفجرت سيارة مفخخة في الحبيبية في مدينة الصدر مما أسفر عن مقتل 13 شخصا وإصابة 35 آخرين. انفجاران آخران في منطقة سبع البور وأم المعالف ادت إلى مصرع 14 قتيلا و 60 جريحا، في حين أن 6 آخرين لقوا مصرعهم وأصيب 14 في انفجار في شارع السعدون. وحصل تفجيرين آخرين في سوقين شعبيين في منطقة الشعب وجسر ديالى، حيث تم قتل 10 وجرح 43 آخرين. ووقعت هجمات مماثلة في البياع، الحرية، الكاظمية، بغداد الجديدة، البلديات والصدرية - قتل فيها أكثر من 21 مدنيا وجرح 72 آخرين. وتعرض مسجد شيعي في بغداد الجديدة للقصف بقذائف الهاون، وتم الإبلاغ أيضا عن سبع وفيات أخرى من بغداد في عمليات إطلاق نار وهجمات أصغر.